# Tour de França de 1925
El Tour de França de 1925 fou la dinovena edició del Tour de França i es disputà entre el 21 de juny i el 19 de juliol de 1925, sobre un recorregut de 5.430 km, distribuïts en 18 etapes. La cursa fou guanyada per segon anys consecutiu per l'italià Ottavio Bottecchia, a una velocitat mitjana de 24,775 km/h, amb quasi una hora de diferència respecte al segon classificat, el belga Lucien Buysse. Dels 130 ciclistes que van prendre la sortida, sols 49 finalitzaren la cursa.
Botecchia es converteix en el quart corredor en guanyar dos Tours de forma consecutiva, després de Lucien Petit-Breton, Firmin Lambot i Philippe Thys.
Per primera vegada, cap ciclista francès acaba entre els deu primers de la cursa.

## Canvis respecte a l'edició anterior
Entre 1919 i 1924 els equips comercials no havien pres part en el Tour per culpa de l'impacte econòmic de la Primera Guerra Mundial. El 1925 aquests equips tornaren a prendre-hi part.
Per primera vegada el Tour de França començà als afores de París, a le Vésinet. Així mateix es van incrementar el nombre d'etapes, passant de 15, com es venia fent des de 1910, a 18, i disminuint també la mitjana de quilòmetres per etapa.
Les bonificacions que es donaven al vencedor de cada etapa foren eliminades.
Després que Henri Pélissier creés una polèmica en abandonar el Tour de França de 1924 en queixant-se de la duresa de la cursa a un periodista, l'organització del Tour va introduir una nova regla per la qual aquell ciclista que danyés la imatge del Tour tindria prohibida la seva participació en anys posteriors.

## Participants
Els participants foren dividits en dos grups: 39 ciclistes van córrer en equips patrocinats, i 91 van córrer com a touriste-routiers. Els equips no tenien la mateixa quantitat de ciclistes: el més nombrós, JB Louvet, comptava amb vuit ciclistes, mentre el més petit, J.Alavoine-Dunlop, sols comptava amb un ciclista, Jean Alavoine. Hi havia 10 equips. 57 francesos, 34 belgues, 28 italians, 5 suïssos, 5 luxemburguesos i 1 català van prendre la sortida. Aquest català era el gironí Desiderio Vinuesa, el qual abandonà en la primera etapa.

## Recorregut
Se segueix el mateix recorregut i el mateix quilometratge que en les edicions precedents, però amb tres etapes més, cosa que fa que aquestes siguin una mica més curtes. La més llarga és la penúltima, entre Metz i Dunkerque, de 433. Sols una altra etapa supera els 400 km, mentre que el 1924 foren cinc les etapes de més de 400 km. Per primera vegada es disputen etapes properes als 200 km i fins i tot la setena, amb final a Baiona, no hi arriba.

## Desenvolupament de la cursa

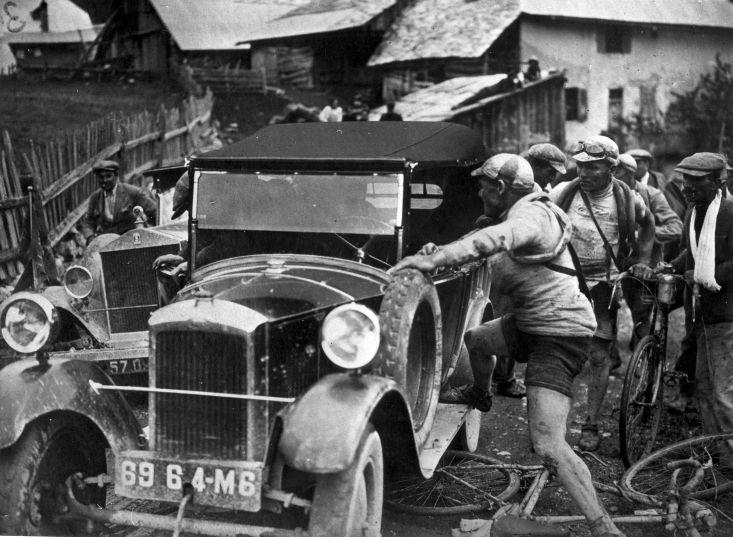
En la 13a etapa Félix Sellier va ser atropellat per un cotxe. Sellier va continuar corrent, però en aquesta fotografia se'l pot veure molt enfadat.

Bottecchia, que defensava el títol obtingut en l'edició anterior, va començar la cursa de la millor manera possible, aconseguint la victòria en la primera etapa. El 1924 no havia tingut cap mena de problema en mantenir el liderat durant tota la cursa, però en aquesta edició Adelin Benoit, li va treure el liderat en la tercera etapa. Amb tot, Bottecchia sols es trobava vuit segons rere seu en la classificació general.
En la quarta etapa Henri Pélissier, el vencedor del Tour de França de 1923, abandona la cursa. En els anys anteriors Pélissier havia abandonat la cursa després de diversos enfrontament amb l'organitzador del Tour, Henri Desgrange, però aquesta vegada fou per problemes als genolls.
En la setena etapa, Benoit pateix una punxada, i l'equip Automoto de Bottechia va aprofitar-ho per augmentar el ritme i deixar-lo enrere. Bottecchia, que ha havia guanyat l'etapa anterior, es va tornar a imposar, alhora que li treia el liderat a Benoit, en superar-lo per quatre minuts i mig.
En la vuitena etapa, en què s'havien de superar l'Aubisca, Tourmalet, l'Aspin i el Pèira Sorda, Adelin Benoit va guanyar l'etapa amb quasi 12 minuts sobre Bottechia i recuperà el liderat. En la novena etapa Bottecchia va recuperar el liderat sota la pluja. Bottecchia passà en primera posició per tots els colls del dia, Ares, Portet d'Aspet, Port i Pimorent, i tot i que la victòria d'etapa fou pel luxemburguès Nicolas Frantz, va superar a Benoit en més de 45 minuts. En acabar l'etapa Frantz era segon a la general, a més de 13 minuts.
En les següents etapes Bottecchia va ser ajudat pel seu company d'equip Lucien Buysse. Com a contrapartida, Bottecchia va permetre a Buysse guanyar l'onzena i dotzena etapa. En al dotzena etapa Bottecchia i Buysse no s'aturaren a firmar en el control de pas de Niça, per la qual cosa foren penalitzats amb 10 minuts a posteriori. La tretzena etapa, amb el pas pels colls d'Allos, Vars i Izoard, va suposar la victòria de l'italià Bartolomeo Aimo i que Frantz perdés quatre minuts més en la general, quedant a 21 minuts de Bottecchia.
La 14a etapa, amb el pas pel Galibier i l'Aravis, suposà la pèrdua de tota opció a la victòria final de Frantz, en perdre 37 minuts més respecte Bottecchia i quedar a quasi una hora, amb la qual cosa la victòria per a l'italià semblava assegurada. Hector Martin en fou el vencedor, mentre Aimo passà a ser el segon classificat, a més de 55 minuts del líder.
Lucien Buysse es trobava tres minuts rere Aimo. En la setzena etapa atacà junt a Nicolas Frantz, Albert Dejonghe i Hector Martin, superant Aimo en cinc minuts. Buysse passà a la segona posició i Frantz a la tercera, tres segons rere seu. En la dissetena etapa Frantz no es va poder afegir a l'escapada bona, cosa que sí que feren Buysse i Aimo, amb la qual cosa l'italià recuperava la tercera posició. Bottecchia finalitzà el Tour de la manera com l'havia començat, amb una nova victòria d'etapa.

## Resultats

### Etapes
| Etapa | Data         | Recorregut                    | Km  | Vencedor d'etapa         | Líder de la general      |
| ----- | ------------ | ----------------------------- | --- | ------------------------ | ------------------------ |
| 1     | 21 de juny   | París – Le Havre              | 340 | Ottavio Bottecchia (ITA) | Ottavio Bottecchia (ITA) |
| 2     | 23 de juny   | Le Havre – Cherbourg          | 371 | Romain Bellenger (FRA)   | Ottavio Bottecchia (ITA) |
| 3     | 25 de juny   | Cherbourg – Brest             | 405 | Louis Mottiat (BEL)      | Adelin Benoît (BEL)      |
| 4     | 26 de juny   | Brest – Gwened                | 208 | Nicolas Frantz (LUX)     | Adelin Benoît (BEL)      |
| 5     | 27 de juny   | Gwened – Les Sables-d'Olonne  | 204 | Nicolas Frantz (LUX)     | Adelin Benoît (BEL)      |
| 6     | 28 de juny   | Les Sables-d'Olonne – Bordeus | 293 | Ottavio Bottecchia (ITA) | Adelin Benoît (BEL)      |
| 7     | 29 de juny   | Bordeus – Baiona              | 189 | Ottavio Bottecchia (ITA) | Ottavio Bottecchia (ITA) |
| 8     | 1 de juliol  | Baiona – Luishon              | 326 | Adelin Benoît (BEL)      | Adelin Benoît (BEL)      |
| 9     | 3 de juliol  | Luishon – Perpinyà            | 323 | Nicolas Frantz (LUX)     | Ottavio Bottecchia (ITA) |
| 10    | 4 de juliol  | Perpinyà – Nimes              | 215 | Theophile Beeckman (BEL) | Ottavio Bottecchia (ITA) |
| 11    | 5 de juliol  | Nimes – Toló                  | 215 | Lucien Buysse (BEL)      | Ottavio Bottecchia (ITA) |
| 12    | 7 de juliol  | Toló – Niça                   | 280 | Lucien Buysse (BEL)      | Ottavio Bottecchia (ITA) |
| 13    | 9 de juliol  | Niça – Briançon               | 275 | Bartolomeo Aimo (ITA)    | Ottavio Bottecchia (ITA) |
| 14    | 11 de juliol | Briançon – Evian              | 303 | Hector Martin (BEL)      | Ottavio Bottecchia (ITA) |
| 15    | 13 de juliol | Evian – Mülhausen             | 373 | Nicolas Frantz (LUX)     | Ottavio Bottecchia (ITA) |
| 16    | 15 de juliol | Mülhausen – Metz              | 334 | Hector Martin (BEL)      | Ottavio Bottecchia (ITA) |
| 17    | 17 de juliol | Metz – Dunkerque              | 433 | Hector Martin (BEL)      | Ottavio Bottecchia (ITA) |
| 18    | 19 de juliol | Dunkerque – París             | 343 | Ottavio Bottecchia (ITA) | Ottavio Bottecchia (ITA) |

### Classificació final

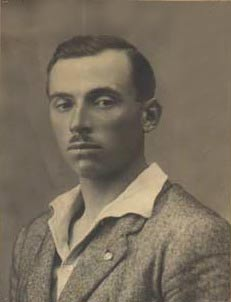
Ottavio Bottecchia, vencedor del Tour de França de 1925, als anys 20.

Per primera vegada cap ciclista francès acaba entre els 10 primers classificats. També és la primera vegada que dos dels tres ciclistes que ocupen el podi són italians.
| Classificació General | Classificació General    | Classificació General | Classificació General | Classificació General |
| Pos.                  | Ciclista                 | Patrocinador          | Temps                 |                       |
| --------------------- | ------------------------ | --------------------- | --------------------- | --------------------- |
| 1                     | Ottavio Bottecchia (ITA) | Automoto              | 219h 10' 18"          |                       |
| 2                     | Lucien Buysse (BEL)      | Automoto              | + 54' 20"             |                       |
| 3                     | Bartolomeo Aimo (ITA)    | Alcyon                | + 56' 37"             |                       |
| 4                     | Nicolas Frantz (LUX)     | Alcyon                | + 1h 11' 24"          |                       |
| 5                     | Albert Dejonghe (BEL)    | J.B. Louvet           | + 1h 27' 42"          |                       |
| 6                     | Théophile Beeckman (BEL) | Thomann               | + 2h 24' 43"          |                       |
| 7                     | Omer Huyse (BEL)         | Armor                 | + 2h 33' 38"          |                       |
| 8                     | Auguste Verdijck (BEL)   | Christophe            | + 2h 44' 36"          |                       |
| 9                     | Félix Sellier (BEL)      | Alcyon                | + 2h 45' 59"          |                       |
| 10                    | Federico Gay (ITA)       | Meteore               | + 4h 06' 03"          |                       |

### Altres classificacions
La classificació dels touriste-routiers, ciclistes que no pertanyien a cap equipi als quals no se'ls permetia cap mena d'assistència, va ser guanyada per Léon Despontin.
El diari organitzador de la cursa, L'Auto anomenà a Ottavio Bottecchia el meilleur grimpeur, el millor escalador. Aquest títol no oficial és el predecessor de la classificació de la muntanya.

## A posteriori
La victòria al Tour de França de 1925 va ser la darrera gran victòria de Bottecchia. El 1926 hi va tornar a prendre-hi part, però hagué d'abandonar als Pirineus. El 14 de juny de 1927, mentre s'entrenava pel córrer el Tour, fou trobat en un voral d'una carretera, ple de blaus i amb una important fractura de crani. La seva bicicleta es trobava intacta, recolzada en un arbre pròxim. Tot i ser portat ràpidament a l'hospital morí poc després.
El vencedor del Tour de 1923, Henri Pélissier, va disputar el seu darrer Tour de França.
Durant la cursa Bottecchia havia promès a Lucien Buysse la meitat dels seus guanys, perquè necessitava ajuda. Buysse estava content amb aquest acord, i no va tractar de guanyar el Tour. En acabar la cursa Buysse va dir als seus familiars que estava content de com havien anat les coses, però que l'any següent intentaria guanyar la cursa, com així va fer.